# Samuel Wigius (1747–1811)
Samuel Wigius, född 18 mars 1747 i Kuddby församling, Östergötlands län, död 9 april 1811 i Gryts församling, Östergötlands län, var en svensk präst. Han var sonson till Samuel Wigius (1678–1741).

## Biografi
Samuel Wigius föddes 1747 i Kuddby församling. Han var son till komministern där Johan Wigius. Wigius blev höstterminen 1765 student vid Uppsala universitet och prästvigdes 20 maj 1773 till huspredikant på Stjärnorps slott. Han blev 14 maj 1777 brukspredikant vid Gusums bruk och avlade pastoralexamen 10 oktober 1789. Den 18 mars 1795 blev han kyrkoherde i Gryts församling med tillträde 1795. Han avled 1811 i Gryts församling.

### Familj
Wigius gifte sig 9 november 1779 med Fredrica Helena Fischer (född 1758). Hon var dotter till inspektorn Carl Fredric Fischer och Catharina Helena Baurmeister på Fogelvik i Tryserums församling. De fick tillsammans dottern Anna Catharina Wigius (född 1793).